# Mesoclemmys jurutiensis
Mesoclemmys jurutiensis — вид черепах родини змієшиїх (Chelidae). Описаний у 2021 році.

## Назва
Вид названий на честь невеликого муніципалітету Журуті на заході штату Пара, тому що більшість зразків були знайдені в цьому районі.

## Розповсюдження
Ендемік Бразилії. Поширений у басейні Амазонки. Населяє тимчасові ставки з дощовою водою під закритим тропічним лісом і має відомий географічний ареал площею 2183 км².

## Опис
Середня довжина панцира становить 189,5 ± 25,8 мм. Голова трикутна і повністю чорна, з великими червоними очима, розташованими спереду, і парою довгих світло-жовтих вусиків, розташованих спереду, біля нижньої щелепи. Панцир овальний і темно-червоно-коричневий. Пластрон чорний у центральній частині та підпалено-жовтий по краях і черевній стороні крайових щитків і перемички, з темними швами. Формула пластру 3-5-7-4-1-6-2.